# (448) Natalie
(448) Natalie es un asteroide perteneciente al cinturón de asteroides descubierto el 27 de octubre de 1899 por Friedrich Karl Arnold Schwassmann y Maximilian Franz Wolf desde el observatorio de Heidelberg-Königstuhl, Alemania.
Se desconoce la razón del nombre.